# Irisbus EuroRider
Irisbus EuroRider (Iveco 391) — автобусное шасси производства Iveco и Irisbus.

## История

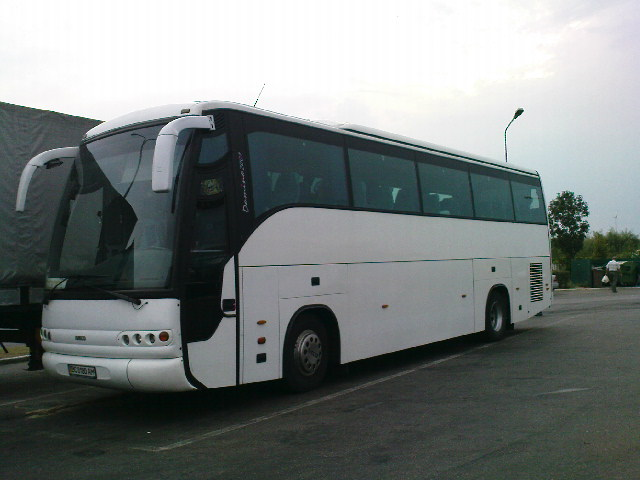
EuroRider D43

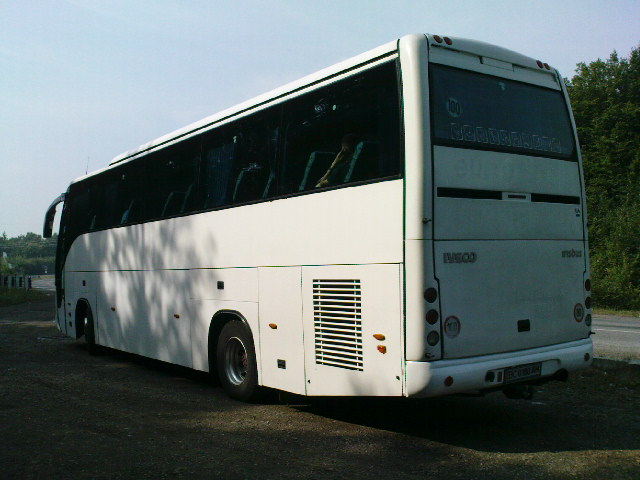
Вид сзади

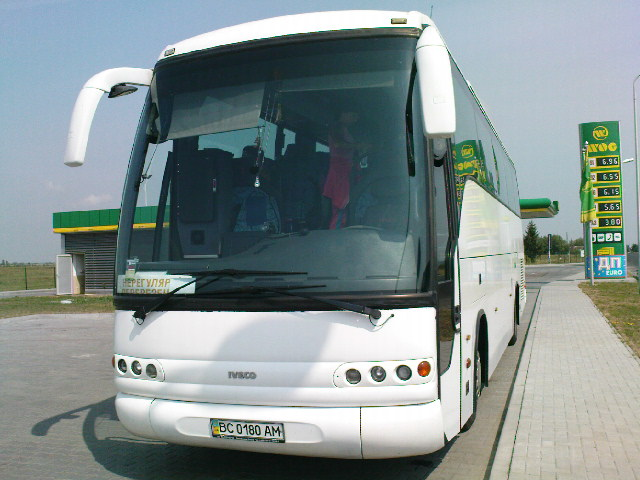
Orlandi Domino HDH 2001

Шасси Irisbus Eurorider производится с 1996 года. На его основе производятся туристические автобусы, перевозящие пассажиров на расстояния более 1000 километров. Кузова автобусов покрыты цинком и металлопластиком. Каждый из них позволяет автобусам предотвращать ДТП, благодаря антикоррозийной стойкости и устойчивости. Фары автобусов оснащены линзами. Для дальнего света впереди установлены по 4 фары слева и справа. Противотуманки позволяют «достать» лучами до 100—120 метров. Лобовое стекло автобуса панорамное и изогнутое, зеркала заднего вида похожи на уши зайца. Справа автобусу присущи две одностворчатые двери выдвижного типа. Компоновка автобуса заднеприводная. Колёсные диски обозначены эмблемой Iveco. В левом багажнике автобуса можно увидеть средства для мытья.
Салон автобуса может быть оборудован LCD-телевизором с DVD-проигрывателем. Под сиденьями находятся калориферы мощностью 34 кВт. Водительское кресло у автобуса подрессорное, спинка может регулироваться в зависимости от параметров. Приборы оснащены индивидуальной подсветкой. Спидометр автобуса имеет сигнальную красную лампочку, которая зажигается, если скорость превышает 94 км/ч. Над водительским местом можно встретить радио и вентилятор. Рулевое колесо оборудовано гидроусилителем.
В 2001 году появились также трёхосные версии Iveco 391 и двухосные Iveco 397.

## Достоинства автобусов Irisbus EuroRider
- Современный дизайн
- Комфортабельный салон
- Экономичность
- Высокий срок службы (20 лет)
- Прочность конструкции
- Травмобезопасные двери и ступеньки